# فرمانده (فیلم)
فرمانده (انگلیسی: Comandante)، فیلم مستند سیاسی به کارگردانی الیور استون و محصول آمریکا است که در سال ۲۰۰۳ منتشر شد. در این فیلم، استون در طیف وسیعی از موضوعات با رهبر کوبا، فیدل کاسترو به مصاحبه می‌پردازد. مستند فرمانده حاصل سفر ۳ روزهٔ استون و گروه فیلم‌برداری او در سال ۲۰۰۲ میلادی به کوبا و ملاقات با کاسترو است. این فیلم در سال ۲۰۰۳ میلادی منتشر شد و در همان سال در جشنواره فیلم ساندنس به نمایش درآمد. فیلم تا حدی توسط اچ‌بی‌او ساخته شده و برای پخش آن برنامه‌ریزی شده بود. مدت کوتاهی قبل از موعد مقرر، اچ‌بی‌او از پخش فیلم صرف‌نظر کرد.
اندکی قبل از پخش، پس از آنکه کوبا سه هواپیماربای یک کشتی به ایالات متحده را اعدام کرد و بیش از ۷۰ مخالف سیاسی را زندانی کرد، HBO برنامه را متوقف کرد.